# Hero Bay
Hero Bay eller Bahía Hero är en vik i Antarktis. Den ligger i Sydshetlandsöarna. Argentina, Chile och Storbritannien gör anspråk på området.